# Liooon
Ли Сяомэн (кит. 李晓萌, род. 12 мая 1996 года, Синьцзян, Китай), более известная под своим никнеймом Liooon или VKLiooon, — китайская киберспортсменка, профессиональный игрок в Hearthstone, выступающая за команду Victory Key. Чемпионка мира 2019 года по версии турнира GrandMasters, а также первая женщина, удостоившаяся титула чемпиона на BlizzCon. По состоянию на конец 2019 года, за свою карьеру Ли заработала более 210 000 призовых долларов .

## Биография
Ли Сяомэн родилась в Синьцзян-Уйгурском автономном районе. В Hearthstone начала играть в 2016 году, после выпуска из университета. На одном из турниров Gold Series она работала в качестве судьи и была очарована игрой. При поддержке своего парня, профессионального игрока в Hearthstone, она отточила свои навыки игры и со временем начала участвовать в киберспортивных соревнованиях.
В 2017 году Liooon заняла второе место на женском чемпионате по Hearthstone World Electronic Sports Games, прошедшем 15—16 марта, проиграв в финале китаянке GLHuiHui со счётом 0:4.
В 2019 году Liooon три раза подряд попала в шестеро лучших игроков на турнирах Gold Open, а на последующем турнире в Тяньцзине ей удалось одержать победу, в результате чего она стала первой женщиной, получившей путёвку на чемпионат GrandMasters 2019 Global Finals, проводимый 1—3 ноября в рамках выставки BlizzCon 2019 в Анахайме, США. Одержав в финале победу над Брайаном «bloodyface» Исоном со счётом 3:0, она стала чемпионкой мира, оказавшись первой женщиной, взявшей чемпионство на BlizzCon по какой-либо дисциплине, а также первой женщиной, выигравшей крупный турнир по Hearthstone. В послематчевом интервью она заявила: «Я помню, как два года назад участвовала в крупном турнире. Я стояла в очереди на регистрацию. И один парень сказал мне: „Ты девушка. Тебе не следует стоять здесь в очереди. Это не для тебя.“ И сегодня я здесь, поддерживаемая своими фанатами».
Победа Liooon на BlizzCon стала киберспортивным событием года по версии ESPN. Также Ли Сяомэн была номинирована на звание киберспортсмена года, однако награду получил Arslan Ash, профессиональный игрок в файтинги из Пакистана.

## Достижения
- World Electronic Sports Games[англ.] 2017 Hearthstone Female (2 место)[3]
- Gold Series 2019 — Tianjin (1 место)[2]
- GrandMasters 2019 Global Finals (1 место)[5]